# 亞米斯德·莫平
亞米斯德·莫平（英語：Armistead Maupin，1944年5月13日—）是一位美國作家，成名作為《城市故事》（Tales of the City），近作有驚悚小說《緝兇頻率》（The Night Listener）。

## 著作

### 城市故事系列
- 《城市故事》（Tales of the City）
- 《多一些城市故事》（More Tales of the City）
- 《更多城市故事》（Further Tales of the City）
- Babycakes
- Significant Others
- Sure of You
- Michael Tolliver Lives
- Mary Ann in Autumn
- The Days of Anna Madrigal

### 其餘小說
- Maybe the Moon
- 《緝兇頻率（英语：The Night Listener (novel)）》（The Night Listener）

### 編劇
- 《電影中的同志》，編劇及受訪者之一

## 改編
美國有線電視台Showtime已將《城市故事》系列中頭三本小說改編成電視短劇：《城市故事》、《多一些城市故事》和《更多城市故事》。而《緝兇頻率》亦被改編成電影《黑夜第一線》（台譯《心顫頻率》）。

## 外部連結
- 官方网站
- 蘭登書屋澳洲分部網站的作家簡介 （页面存档备份，存于）
- Armistead Maupin在互联网电影资料库（IMDb）上的資料（英文）
- ABC國家廣播電台的The Book Show上與Ramona Koval於2007年9月布利斯本作家節（Brisbane Writers' Festival）訪談的文字記錄（页面存档备份，存于）
- Literarybent.com - 莫平舊的網站，儲存在Wayback Machine上；大部份的資料不在新網站上
- GLBTQ.com: Armistead Maupin biography - GLBTQ.com
- Armistead Maupin Interviewed